# Damian Wayne
Damian Wayne is een personage uit het DC Universum. Hij is de zoon van Batman en Talia al Ghul uit hun korte huwelijk in het opzichzelfstaande verhaal Batman: Son of the Demon.
Damian werd bedacht door Grant Morrison voor zijn Batman-strips, beginnend met deel #655, "Batman and Son".

## Geschiedenis
Damians bestaan was lange tijd onbekend voor Batman. Damian werd opgevoed door Talia en de League of Assassins. Hij werd al rond zijn 10e verjaardag een getalenteerde vechtsportmeester. Pas hierna (In het DC geanimeerde Film Universum rond zijn 9e) onthulde Talia Damians bestaan voor het eerst aan Batman. Ze liet hem achter onder Batmans hoede om zo diens werk te saboteren.
Damian kreeg meteen ruzie met Tim Drake, die op dat moment Robin was, over wie Batmans Zoon mocht zijn. Hij ging later alleen op pad om zichzelf te bewijzen. Hoewel hij misleid en verwend is, is Damian vastbesloten zijn vaders rechterhand te worden en zichzelf te bewijzen als de beste "Robin". Een titel die aan hem is gegeven door Dick Grayson die op dat moment Batman was.
In Batman Annual: Head of the Demon werd onthuld dat Damians grootvader, Ra's al Ghul, Damian wilde gebruiken als gastlichaam om terug te keren naar de Aarde. Talia kon dit echter voorkomen.
In Batman #666 werd een volwassen versie van Damian gezien. Deze volwassen Damian had zijn vaders alter ego Batman overgenomen. Zijn Batman is een grimmigere en gewelddadigere versie van de Bruce Wayne Batman. Hij lijkt een rivaliteit te hebben met Commissioner Barbara Gordon, en beschikt over een vorm van bovennatuurlijke krachten.

## In andere media

### Films
- Injustice
- Justice League Dark: Apokolips War
- Batman: Hush
- Batman vs Robin
- Justice League vs Teen Titans
- The Death of Superman
- Batman vs Superman: Battle of the Super Sons
- Teen Titans: The Judas Contract
- Batman: Bad Blood
- Son of Batman
- Lego DC Superheroes: Justice League - Gotham City Breakout
- Lego DC Comics Superheroes: Aquaman - Rage of Atlantis
- Batman Unlimited: Mechs vs. Mutants
- Nightwing and Robin

### Televisieseries
- Young Justice
- Batman: The Brave and the bolt
- Batman: Unlimited

### Games
- Injustice 2
- Injustice: Gods Among Us
- Lego Batman 2: DC Superheroes